# Pseudeboda
Pseudeboda là một chi bướm đêm thuộc phân họ Tortricinae của họ Tortricidae.

## Các loài
- Pseudeboda africana Razowski, 1964
- Pseudeboda gambiae Razowski, 1964